# Mirko Jelenič
Mirko Jelenič, slovenski manager, * ?.
Jelenič je bil dolgoletni generalni sekretar Rdečega križa Slovenije.

## Odlikovanja in nagrade
Leta 1992 je prejel častni znak svobode Republike Slovenije z naslednjo utemeljitvijo: »za izjemne zasluge pri obrambi svobode in uveljavljanju suverenosti Republike Slovenije«.